# Coma Llobera (Llastarri)
Coma Llobera és una coma del terme municipal de Tremp, del Pallars Jussà, dins de l'antic terme ribagorçà d'Espluga de Serra.
Està situada sota l'extrem occidental de la Serra de Sant Gervàs, la Montanyeta de Llastarri, al capdamunt del barranc de les Basses.